# Winand Heynen
Wynand Mathieu Heynen (Fouron-le-Comte, 5 juin 1835 - Bertrix, 28 novembre 1916), fut un homme politique belge, membre du Parti catholique.

## Biographie
Fils d'agriculteur, il fut docteur en médecine, chirurgie et obstétrique (ULg, 1860); il fut chef de clinique interne à l'ULg, ensuite médecin à Bertrix.
En 1863, il épousa Marie Joséphine, fille d'Auguste Pierlot, après le décès duquel, il poursuit l'exploitation des Ardoisières Pierlot avec son beau-frère Louis Pierlot (père d'Hubert Pierlot).
Il fut élu conseiller communal (1869-1873; 1890-1912) et échevin (1891-1911) de Bertrix ; conseiller provincial de la province de Luxembourg (1870-90), vice-président (1873-83) et président (1888-90) de ce conseil; il devint député remplaçant Edmond van der Linden d'Hooghvorst (1890-1900), ensuite réélu député de l'arrondissement de Neufchâteau (Belgique)-Virton (1900-16). De 1900 à 1904, il fut vice-président de la Chambre des Représentants.
À la fin des années 1890, il pesa de tout son poids pour que la nouvelle ligne de chemin de fer entre la Belgique et la France (Carignan), aboutisse à Bertrix et non à Florenville, malgré un prix plus élevé pour le trésor.
Le projet de construction de la seconde ceinture de forts d'Anvers devait être soumis aux deux chambres mais remportait une forte opposition, ce qui poussa le Roi à négocier avec certains parlementaires, dont Heynen afin d'obtenir un vote favorable. Celui-ci, qui plaidait déjà depuis plusieurs années pour la construction d'un chemin de fer vers Carignan conditionna son vote à la construction de ce chemin de fer par Bertrix. Cette ligne fut construite de 1900 à 1914 mais ne généra jamais de trafic international, en dehors des deux guerres mondiales, en revanche, elle profita aux carrières d'ardoise situées près de Bertrix.
En 1895, il fut membre de la Commission des XXI chargée de l'Examen de la Cession du Congo à la Belgique, de 1897 à 1903 du Conseil supérieur des Forêts, avant d'en être vice-président de 1903 à 1914; il fut président d'honneur de la Fédération médicale du Luxembourg.